# Fly by Night
Fly by Night este al doilea album de studio al trupei canadiene de muzică rock Rush, lansat în februarie 1975.

## Tracklist
1. "Anthem" (Lee, Lifeson, Peart) (4:36)
2. "Best I Can" (Lee) (3:24)
3. "Beneath, Between & Behind" (Lifeson, Peart) (2:59)
4. "By-Tor and the Snow Dog" (Lee, Lifeson, Peart) (8:36)
5. "Fly by Night" (Lee, Peart) (3:21)
6. "Making Memories" (Lee, Lifeson, Peart) (2:58)
7. "Rivendell" (Lee, Peart) (4:57)
8. "In the End" (Lee, Lifeson) (6:48)

## Single-uri
- "Fly by Night" (1975)
- "Making Memories" (1977)

## Componență
- Geddy Lee - chitară bas, chitară clasică, voce
- Alex Lifeson - chitare acustice și electrice
- Neil Peart - baterie și percuție